# Polyrhachis coerulescens
Polyrhachis coerulescens är en myrart som beskrevs av Carlo Emery 1897. Polyrhachis coerulescens ingår i släktet Polyrhachis och familjen myror.

## Underarter
Arten delas in i följande underarter:
- P. c. coerulescens
- P. c. nigronitens
- P. c. strigifrons